# Péret
Péret település Franciaországban, Hérault megyében. Lakosainak száma 1131 fő (2022. január 1.). Péret Aspiran, Cabrières, Fontès és Lieuran-Cabrières községekkel határos.

## Népesség
A település népességének változása:
| Lakosok száma | 571  | 524  | 521  | 719  | 1026 | 1012 | 1020 | 1040 | 1070 | 1131 |
|               | 1968 | 1982 | 1990 | 2006 | 2013 | 2015 | 2017 | 2019 | 2020 | 2022 |